# Processi contro i crimini nazisti
Con processi contro i crimini nazisti (in tedesco NS-Prozesse) si indicano i processi penali relativi ai crimini commessi sotto il regime nazionalsocialista. La forma abbreviata processi NSG (abbreviazione del tedesco: NSG-Verfahren) è ampiamente utilizzata in ambito accademico per i processi relativi ai crimini del nazionalsocialismo, alcuni di questi processi sono anche indicati genericamente come processi per crimini di guerra.

## Storia
Il perseguimento legale dei crimini commessi legati al regime nazionalsocialista fu deciso dagli Alleati nel corso della guerra e a cui si diede seguito subito dopo la fine della seconda guerra mondiale. I processi di Dachau davanti ai tribunali militari statunitensi iniziarono il 15 novembre 1945 all'interno dell'ex campo di concentramento di Dachau: fu questo il caso in cui si scoprì che i prigionieri di guerra erano stati maltrattati e uccisi nei campi nazisti, anche attraverso gli esperimenti sugli esseri umani. Il processo di Norimberga si svolse tra il 20 novembre 1945 e il 14 aprile 1949 nel Palazzo di Giustizia di Norimberga, contro i principali criminali di guerra, davanti al Tribunale Militare Internazionale (TMI) appositamente istituito. I dodici processi successivi, invece, furono condotti dai tribunali militari statunitensi: gli alti ufficiali militari e governativi di Germania e Austria, e analogamente del Giappone, furono accusati di crimini contro la pace, crimini contro l'umanità e crimini di guerra e furono per lo più condannati. Questo condanne crearono la base legale per le successive decine di migliaia di procedimenti contro i singoli responsabili subordinati che erano stati coinvolti in crimini di vario tipo.
Negli anni successivi, questi processi furono lasciati ai sistemi giudiziari degli Stati sovrani nei cui territori erano avvenuti i rispettivi crimini, in quanto occupati o attaccati dal Reich tedesco e dall'Impero del Giappone tra il 1939 e il 1945: in questa casistica figurano Bulgaria, Francia, Grecia, Gran Bretagna, Jugoslavia, Paesi Bassi, Norvegia, Polonia, Romania, Unione Sovietica, Cecoslovacchia e Ungheria. Due processi individuali furono tenuti in Israele: il processo Eichmann e il processo a John Demjanjuk.
La maggior parte dei criminali di guerra riuscì a fuggire utilizzando le cosiddette ratlines: con l'aiuto della Delegación Argentina de Inmigración en Europa, le vie di fuga portarono principalmente in Argentina e nel Medio Oriente, non esistono però dati precisi sul numero di criminali nazisti che riuscirono a fuggire. Gli storici ipotizzano un numero variabile tra 180 e 800 nazisti emigrati solo in Argentina.
Gli Alleati avevano deciso un percorso da seguire per la denazificazione della Germania, in cui rientrava la maggior parte dei responsabili della politica nazista: si trattò del primo passo verso il riconoscimento penale degli anni del nazismo e, a tal fine, gli imputati furono classificati come i "principali colpevoli, incriminati, meno incriminati, seguaci e non incriminati". In particolare nella zona di occupazione statunitense, ciò significò che la maggior parte dei "meno incriminati" e dei "seguaci" dovevano essere processati prima in tribunale. I processi previsti in seguito contro coloro che erano più pesantemente incriminati non furono quasi mai portati avanti. Questa procedura incontrò l'ostilità sempre più forte della popolazione tedesca, tanto che nei singoli Stati federali tedeschi i procedimenti si conclusero nel 1951-1952.
Dagli anni Cinquanta si svolsero altri processi nazisti nella Repubblica Federale Tedesca, nella DDR e in Austria: in questi Paesi hanno rappresentato un momento essenziale del processo, sia dal punto di vista legale che morale, per fare i conti con il recente passato: le circostanze politiche, soprattutto per la guerra fredda, portarono a differenze significative nella portata, nell'intensità e negli obiettivi da perseguire degli altri processi nazisti nei Paesi coinvolti. Alcuni crimini nazisti non furono perseguiti o non portarono a una pena adeguata per i responsabili. I fascicoli con le prove raccolti durante le indagini e i processi costituiscono un'importante fonte di materiale per la ricerca storica sul nazionalsocialismo.
Alla fine della seconda guerra mondiale, nel 1945, gli Stati Uniti iniziarono a reclutare gli scienziati e i tecnici tedeschi per assicurarsi le loro competenze raggiunte in ambito tecnologico, e le conoscenze militari, facendo in modo che non venissero perseguiti.

## Risoluzioni alleate sul perseguimento dei criminali nazisti
Dal 1942 in poi, gli Alleati dichiararono pubblicamente la loro volontà e determinazione nel punire i criminali nazisti, in particolare i responsabili della guerra e dello sterminio degli ebrei. Il 13 gennaio 1942, i rappresentanti degli Stati occupati (Belgio, Francia, Grecia, Jugoslavia, Lussemburgo, Paesi Bassi, Norvegia, Polonia e Cecoslovacchia) si riunirono a Londra nel Palazzo di St. James. Cina, Gran Bretagna, URSS e USA inviarono degli osservatori, gli Stati occupati chiesero che la punizione dei crimini di occupazione commessi contro i loro cittadini fosse dichiarata uno dei principali obiettivi di guerra degli Alleati e giurarono nella Dichiarazione di Palazzo St. James di "assicurare, in uno spirito di solidarietà internazionale, secondo cui
- i colpevoli o i responsabili, indipendentemente dalla loro nazionalità, siano rintracciati, assicurati alla giustizia e condannati
- le sentenze pronunciate vengano eseguite".

A questa dichiarazione hanno aderito in seguito anche Cina e URSS.
La costante pressione dei governi in esilio degli Stati occupati portò il Ministero degli Esteri britannico, insieme ai rappresentanti degli Stati Uniti, a decidere nell'ottobre 1942 di istituire la Commissione delle Nazioni Unite per i crimini di guerra (UNWCC), che avrebbe dovuto raccogliere le prove dei crimini di guerra commessi dalle potenze dell'Asse. Questa istituzione iniziò il suo lavoro nell'ottobre 1943 come Commissione delle Nazioni Unite per i crimini di guerra e nacque prima dell'ONU. Non aveva poteri esecutivi, ma fino al 1949 riferì alle nazioni che in seguito entrarono come membri dell'ONU sui crimini di guerra commessi durante la guerra e che i loro stessi governi poi perseguirono a propria discrezione.
Nella Dichiarazione di Mosca del 1º novembre 1943, la Gran Bretagna, gli Stati Uniti e l'Unione Sovietica accettarono di portare i principali criminali di guerra, la cui responsabilità non era geograficamente limitata al singolo Paese, davanti ai tribunali penali internazionali: i criminali di guerra dovevano essere processati nei Paesi in cui avevano commesso i crimini e fu anche concordato l'arresto e l'estradizione a livello globale dei presunti criminali nazisti.
L'Accordo di Potsdam prevedeva che i criminali di guerra nazisti fossero processati dagli Alleati nelle rispettive zone di occupazione. L'accordo, che gli Alleati firmarono nel Palazzo Cecilienhof di Potsdam l'8 agosto 1945, formulò la definitiva carta del Tribunale Militare Internazionale (TMI), noto come Statuto di Londra, e costituì la base legale di questo tribunale. Essa spiegava lo scopo, definiva la procedura del procedimento penale e determinava i singoli capi d'accusa.
Il 20 dicembre 1945, il Consiglio di controllo alleato delle quattro potenze vincitrici emanò la Legge del Consiglio di Controllo nº 10, dove si stabilì una procedura uniforme per il perseguimento dei crimini nazionalsocialisti. In base a questa legge, i comandanti delle quattro zone di occupazione erano autorizzati a condurre i processi penali per aggressione bellica, violazione della legge marziale, crimini contro l'umanità e appartenenza a organizzazioni criminali. Tuttavia, i tribunali militari degli Alleati si limitarono per lo più a perseguire i reati di cui erano vittime i loro cittadini e quelli dei loro alleati.

## Responsabilità

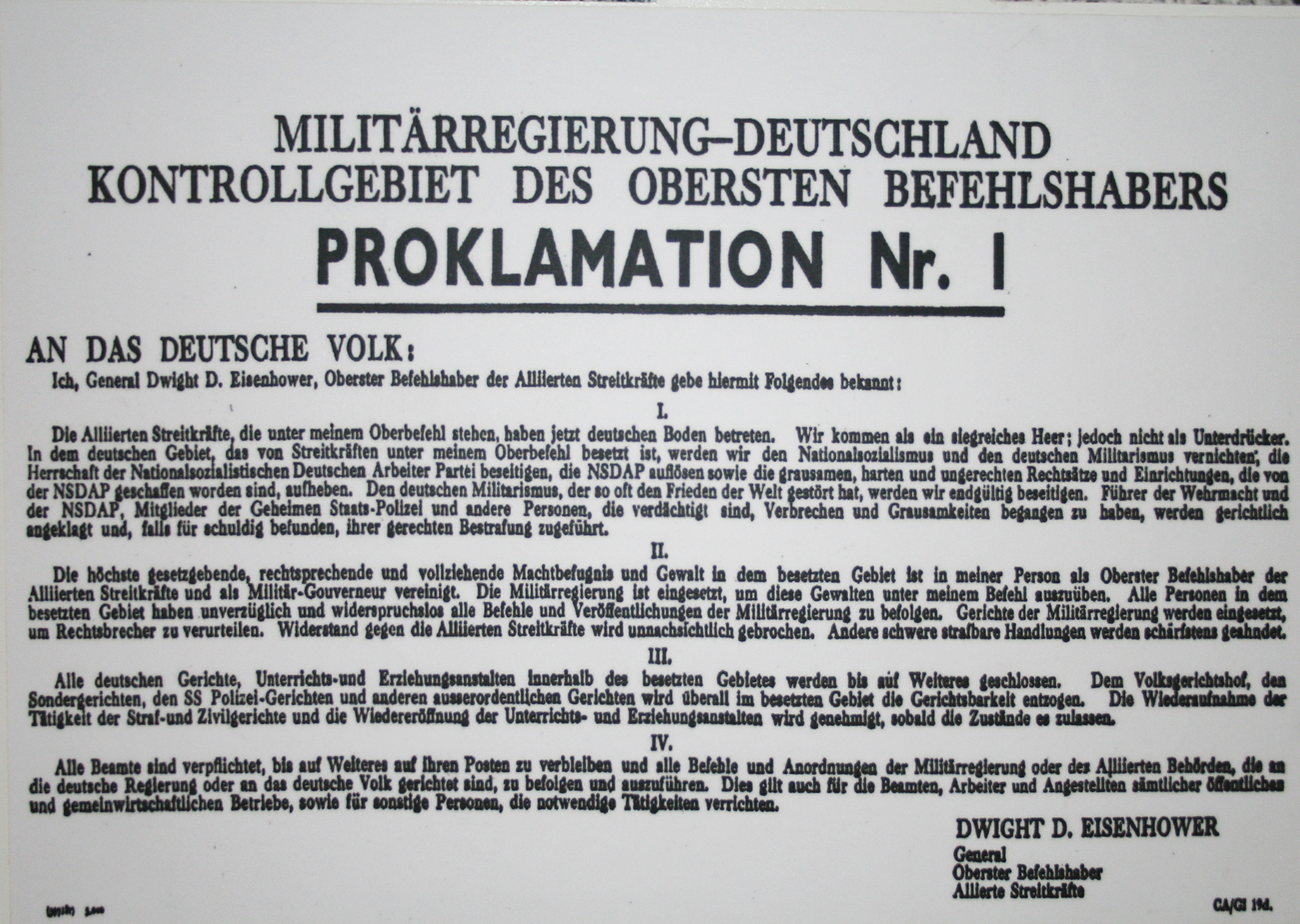
Proclama nº 1 del Comandante supremo alleato, marzo 1945

Quando le truppe alleate invasero la Germania, tutti i tribunali tedeschi vennero chiusi in base all'art. III del Proclama nº 1 del Comandante Supremo Alleato. L'amministrazione della giustizia subì una battuta d'arresto. Solo nella seconda metà del 1945 i tribunali ripresero le loro attività, in tempi e luoghi diversi. La riapertura dei tribunali fu legalizzata dalla legge del Consiglio di controllo nº 4 del 30 ottobre 1945 sulla riorganizzazione del sistema giudiziario tedesco e dalla legge nº 2 del governo militare americano. La giurisdizione dei tribunali tedeschi fu stabilita dall'Art. III della legge nº 4 del Consiglio di controllo. In particolare, i tribunali tedeschi non potevano giudicare i reati commessi dai nazionalsocialisti o da altre persone contro i cittadini delle nazioni alleate o dei loro alleati senza un'autorizzazione specifica.
Gli Alleati inizialmente rivendicarono la giurisdizione esclusiva per giudicare i crimini del regime nazionalsocialista. Secondo l'art. II nº 1 a, b, c della Legge del Consiglio di Controllo nº 10 del 20 dicembre 1945 si criminalizzavano i crimini contro la pace, i crimini di guerra e i crimini contro l'umanità. L'art. III, nº 1, lett. d, frase 1, della stessa legge concedeva alle autorità di occupazione il diritto di portare le persone accusate davanti a un tribunale idoneo per il processo, le autorità di occupazione potevano dichiarare i tribunali tedeschi competenti a giudicare i crimini commessi dai cittadini tedeschi contro altri cittadini tedeschi o apolidi. Nella zona americana, questa autorizzazione fu concessa per ogni singolo caso; nelle zone britannica e francese, furono concesse autorizzazioni generali.
Gli articoli 14 e 15 della legge nº 13 dell'Alta Commissione Alleata del 25 novembre 1949 abrogarono la legge nº 4 del Consiglio di Controllo con effetto dal 1º gennaio 1950. Le disposizioni che limitavano la giurisdizione dei tribunali tedeschi in materia penale furono abrogate, ad eccezione di alcuni diritti riservati delle potenze occupanti.
Ai sensi della Parte I, articolo 3, paragrafo 3, lettera b), del Trattato sul regolamento delle questioni derivanti dalla guerra e dall'occupazione (Trattato di transizione nella versione pubblicata il 30 marzo 1955), i reati alla base del procedimento non potevano più essere perseguiti dai tribunali e dai pubblici ministeri della Repubblica Federale Tedesca se le indagini penali erano già state condotte e definitivamente concluse da una delle tre potenze occupanti occidentali.

## I processi in Germania

### Processo di Norimberga per i crimini di guerra
Dal 1º ottobre 1945 al 18 ottobre 1946, il Tribunale Militare Internazionale, presieduto dai giudici di tutte e quattro le potenze vincitrici, condusse il Processo di Norimberga contro i principali criminali di guerra, in cui furono processati 24 principali criminali di guerra tedeschi e austriaci, di cui furono condannati 22 imputati e 12 dei quali furono condannati a morte per impiccagione.
L'accusa comprendeva originariamente quattro capi d'imputazione:
- piano comune con lo scopo di commettere crimini di guerra (cospirazione);
- crimini contro la pace (in particolare preparazione della guerra di aggressione);
- crimini di guerra;
- crimini contro l'umanità.

Questo è stato il primo tentativo nella storia di ritenere sia i leader di un regime che ha scatenato una guerra, sia il suo esercito, responsabili dei crimini commessi nell'ambito delle loro politiche, della pianificazione della guerra e dell'azione bellica seguente. Secondo lo Statuto del TMI, queste accuse erano in linea di principio rivolte contro tutti i leader, le organizzazioni, gli istigatori e i complici di tali crimini, compresi coloro che non li avevano commessi personalmente e/o direttamente ma erano stati coinvolti nel prendere la decisione di farlo, nella pianificazione, nella cospirazione e nell'organizzazione.
L'accusa di cospirazione nel commettere i crimini di guerra non fu specificamente perseguita nel corso del processo, ma fu inclusa come capo d'accusa per crimini contro la pace. Il TMI dichiarò le organizzazioni del NSDAP, delle SS e della Gestapo come associazioni criminali, in modo che anche tutti coloro che erano indirettamente coinvolti in tali crimini potessero essere perseguiti senza dover dimostrare i propri crimini in procedimenti separati. I membri del Sicherheitsdienst e della Gestapo coinvolti in compiti puramente amministrativi e i funzionari di basso rango della NSDAP e delle Waffen-SS furono esclusi dall'accusa penale.
Il processo di Norimberga fu seguito sia a livello internazionale che nella stessa Germania con grande interesse dei media, oltre l'intensa partecipazione e discussione pubblica. La maggioranza dell'opinione pubblica tedesca lo approvò, il che potrebbe anche essere interpretato come un'esenzione dalla propria colpa. Il processo è rimasto nella memoria collettiva e il tentativo di denunciarlo come "giustizia del vincitore" separò la destra politica tedesca e austriaca dalla maggioranza. I conflitti evidenti tra le potenze vincitrici, come nell'interpretazione del massacro di Katyn', contribuirono a far accettare il processo.

### Processi tenuti nelle singole zone di occupazione
In conformità con la legge nº 10 del Consiglio di controllo, dopo il processo principale per crimini di guerra di Norimberga si tennero altri processi penali nelle singole zone di occupazione. Inoltre, furono istituite anche altre camere che non servivano a punire ma a purificare ideologicamente il nazionalsocialismo.

#### Zona di occupazione statunitense
Nella zona di occupazione statunitense, tra dicembre 1946 e aprile 1949, si tennero dodici processi secondari davanti ai tribunali militari statunitensi contro altri 177 rappresentanti di alto rango del Reich tedesco: tra cui membri di spicco dei ministeri del Reich, della Gestapo, delle SS, della Wehrmacht, dei funzionari dell'amministrazione giudiziaria, medica e industriali. In questo caso, i giudici furono 30 avvocati civili statunitensi, così come i circa 100 procuratori, entrambi provenienti per lo più dalle corti supreme degli Stati Uniti. Gli avvocati della difesa furono 200, per lo più tedeschi.

#### Zona di occupazione britannica
Nella zona di occupazione britannica, i tribunali militari giudicarono i casi sulla base del Royal Warrant (Decreto Reale) del 14 giugno 1945: i cosiddetti processi di Curiohaus si svolsero ad Amburgo.
I tribunali tedeschi furono istituiti nella zona britannica il 1º gennaio 1947 per processare e punire i membri delle organizzazioni dichiarate criminali dal Tribunale Militare Internazionale di Norimberga.

#### Zona di occupazione francese
Nella zona di occupazione francese, i processi militari si svolsero davanti al Tribunal Général di Rastatt, e dal settembre 1948 il compito passò al Tribunal de première instance pour les crimes de guerre.

#### Zona di occupazione sovietica
Nella zona di occupazione sovietica, i processi furono sotto il diretto controllo del servizio segreto sovietico (NKVD). Secondo i dati ufficiali sovietici, furono imprigionate circa 122.600 persone, più altre 34.700 di nazionalità straniera, prevalentemente sovietica, che si trovavano in Germania come lavoratori forzati. Il numero totale dei condannati è stato stimato in 45.000 persone, di cui circa un terzo fu deportato per il lavoro forzato e la maggior parte degli altri fu rinchiusa in campi speciali. Il numero di condanne a morte è rimasto sconosciuto.

### Cifre complessive
In totale, circa 50.000-60.000 persone furono condannate dai tribunali delle potenze vincitrici in Germania e in altri Paesi. Nelle tre zone occidentali, i tribunali militari alleati condannarono 5025 imputati tedeschi, di cui 806 furono condannati a morte e di queste, 486 eseguite.

### Valutazione contemporanea
I processi successivi degli Alleati furono sempre più criticati nella Germania occidentale, interpretati come giustizia del vincitore. Alti rappresentanti della Chiesa, influenti politici di partito e altre personalità di spicco chiesero con veemenza un'amnistia per i responsabili nazisti imprigionati nelle prigioni di Landsberg (USA), Werl (Regno Unito) e Wittlich (Francia). I gruppi parlamentari dell'FDP e del Partito Tedesco furono i portavoce per i parlamentari della Germania Ovest, mentre chiedevano una revisione immediata delle sentenze e il conseguente rilascio indiscriminato, il primo ministro federale della Giustizia, Thomas Dehler (FDP) fu favorevole a un'amnistia graduale.
Alla fine degli anni '40, gli Alleati occidentali cambiarono la loro politica nei confronti della Germania occidentale a causa del clima legato alla guerra fredda. Alcuni dei responsabili condannati per crimini contro l'umanità e crimini di guerra, ancora imprigionati a Landsberg, furono giustiziati, mentre la maggior parte fu rilasciata. Nel contesto del riarmo e della successiva guerra di Corea, l'Alto Commissario americano John J. McCloy cedette gradualmente alle richieste di liberazione dei condannati, graziò quasi tutti i condannati a morte, ridusse di un terzo la pena detentiva e fece uscire di prigione nel biennio 1950-1951 alcuni personaggi di spicco come Friedrich Flick, Ernst von Weizsäcker e Alfried Krupp. Ciò risultò come un segnale nella Germania occidentale, i veri criminali erano ormai considerati condannati e gli ulteriori procedimenti penali erano diventati inopportuni.
Dei prigionieri tenuti a Landsberg, gli ultimi quattro furono rilasciati nel 1958, compresi tre Einsatzgruppenführer già condannati a morte. Rimasero in carcere solo i condannati del processo principale di Norimberga, per i quali non fu concessa la grazia a causa del veto sovietico: l'ultimo fu Rudolf Hess, morto nel 1987 nel carcere di Spandau a Berlino.

### Conseguenze
I processi di Norimberga hanno prodotto un certo numero di strategie di difesa revisioniste che hanno fortemente influenzato gli atteggiamenti di parte della popolazione, e non solo in Germania. Nel 1994, ad esempio, la Corte Suprema del Canada emise una sentenza in appello secondo cui l'Olocausto veniva negato come sterminio di massa organizzato e a sfondo razziale, e la persecuzione degli ebrei veniva collocata nel contesto più generale dovuto alla guerra: la propaganda antisemita è stata accettata come giustificazione per la partecipazione dei rappresentanti dell'autorità statale, come la polizia, negli omicidi di massa.

## Giurisdizione tedesca

### Repubblica Federale Tedesca
Mentre i processi di Norimberga avevano assicurato alla giustizia soprattutto i principali responsabili e i funzionari dei ministeri e delle amministrazioni civili, i procedimenti giudiziari in Germania occidentale furono inizialmente diretti soprattutto contro coloro che avevano personalmente perpetrato il terrore nazionalsocialista, perseguendo principalmente i crimini violenti.

#### Processi ai sensi della Legge sul Consiglio di Controllo
L'articolo III della legge nº 10 del Consiglio di controllo stabiliva, tra l'altro, che:
I tribunali tedeschi potevano quindi inizialmente avviare i procedimenti penali solo previa autorizzazione delle autorità di occupazione della rispettiva zona e solo contro tedeschi che avevano commesso crimini contro altri tedeschi o apolidi: questa autorizzazione fu generalmente concessa nelle zone di occupazione britannica e francese e caso per caso nella zona sovietica, mentre non fu concessa alcuna autorizzazione di questo tipo nella zona statunitense. In quest'ultimo caso si applicava il Codice Penale tedesco per il perseguimento dei crimini nazisti da parte dei tribunali tedeschi.
Fino alla revoca dell'autorizzazione alleata nel 1951, furono accusate 1.865 persone e 620 condannate dai tribunali tedeschi sulla base della Legge del Consiglio di Controllo e del diritto penale tedesco. Queste condanne riguardavano però principalmente i reati meno gravi come denunce, lesioni fisiche, privazione della libertà e coercizione. I reati di omicidio furono perseguiti nell'ambito dei procedimenti penali contro il personale dei campi di concentramento, le persone coinvolte nell'eutanasia e le esecuzioni o gli omicidi di soldati e civili che avevano rifiutato un ulteriore servizio militare inutile nella "fase finale" delle ultime settimane di guerra. Quasi tutti questi procedimenti scaturirono dalle denunce delle vittime o dei loro parenti contro autori noti o scoperti per caso.
Nel maggio 1946, il governo militare statunitense spinse gli Stati federali della sua zona di occupazione (Baviera, Württemberg-Baden, Grande Assia) ad approvare le leggi per punire i reati nazionalsocialisti, secondo cui era espressamente previsto che l'azione penale non sarebbe stata ostacolata dal fatto che "il reato è stato in precedenza dichiarato legittimo da una legge, un'ordinanza, un decreto o [...]".
La legge del 31 dicembre 1949 e la successiva del 17 luglio 1954 non solo amnistiarono i reati come il mercato nero, ma anche - intenzionalmente o meno - molti autori dei pogrom del novembre 1938 e della maggior parte dei crimini della fase finale della guerra. Il numero di indagini sui reati nazisti scese dai circa 1.950 nel 1950 ai 162 nel 1954. Nei cinque anni successivi, solo 101 persone furono condannate in via definitiva. La legge nº 10 del Consiglio di controllo fu formalmente abrogata nel 1956, ma di fatto non fu più applicata già dal 31 agosto 1951, dopo che il Ministero federale di Giustizia ritirò le autorizzazioni alleate. Da allora non fu più possibile aprire procedimenti o emettere sentenze, ormai faceva fede solo il Codice Penale Federale Tedesco, che però, secondo l'opinione giuridica prevalente all'epoca, non poteva essere applicato retroattivamente e quindi era adatto solo in misura limitata per il perseguimento dei crimini nazisti.

#### Processi dopo il 1957
L'azione penale ricevette un nuovo impulso quando la DDR diffuse del nuovo materiale incriminante contro i giudici e i funzionari pubblici della Germania occidentale dal 1957 nelle campagne di propaganda. Nessun giudice fu condannato in via definitiva per intralcio alla giustizia perché la Corte federale di giustizia fissò degli standard estremamente elevati per provare l'intenzionalità. Il procedimento contro Hans-Joachim Rehse, coinvolto in numerose condanne a morte emesse dal Tribunale del Popolo, può essere considerato un esempio del fallimento di questi processi.
Nel biennio 1957-1958, l'omicidio di massa degli ebrei negli Stati baltici fu esaminato per la prima volta nel processo agli Einsatzgruppen tenuto a Ulm: fu il primo grande processo ai responsabili nazisti davanti a un tribunale penale tedesco e suscitò uno straordinario interesse pubblico, poiché divenne chiaro che questo era solo un esempio del gran numero di crimini che non erano ancora stati indagati. Alla fine del 1958, i ministri statali della Giustizia fondarono l'Ufficio centrale di Ludwigsburg, incaricato di indagare sui crimini nazisti ma non sui crimini di guerra: le sue indagini preliminari diedero il via a numerosi processi.
Poiché i crimini di guerra commessi durante la guerra furono di fatto esclusi dalle indagini in Germania dal 1958, i processi tedeschi si occuparono principalmente degli omicidi commessi contro i civili lontano dai combattimenti e dai campi di battaglia. L'attenzione si concentrò sui crimini commessi nei campi di concentramento, nei campi di lavoro forzato e nei ghetti, sugli omicidi commessi dagli Einsatzkommandos e dagli Einsatzgruppen. La distinzione tra i reati di "crimini nazisti" e "crimini di guerra", decisa dai ministri della Giustizia nel 1958, ebbe lo scopo di indagare sulle campagne di sterminio a sfondo ideologico, cioè l'omicidio degli ebrei europei e dei sinti e rom, ma non sui crimini della Wehrmacht, come l'affamamento pianificato di milioni di prigionieri di guerra sovietici.
Fino al 1960, si permise che i termini di prescrizione per reati come l'aggressione scadessero senza ostacoli. Il termine di prescrizione per l'omicidio è stato successivamente prorogato più volte dal Bundestag e infine abolito completamente nel 1979.
A partire dal 1963 si svolse il processo di Francoforte contro il personale del campo di Auschwitz. Il ruolo decisivo in questo contesto fu svolto dal Procuratore Generale Fritz Bauer. Il processo fu seguito da molti media: i dettagli su come i media e l'opinione pubblica furono trattati all'epoca sono documentati in una mostra dell'Istituto Fritz Bauer. Il dibattito sulla prescrizione nel Bundestag tedesco il 10 marzo 1965 fu percepito con lo scopo di consentire l'ulteriore perseguimento dei colpevoli non ancora scoperti.
A partire dal 1º ottobre 1968, l'articolo 50 del Codice penale è stato modificato dall'articolo 1 nº 6 della legge introduttiva alla legge sui reati amministrativi, dove si prevedeva una riduzione obbligatoria della pena per il favoreggiamento se i "complici" non avessero condiviso le motivazioni di base degli autori principali. Questa modifica poco appariscente ha avuto però un impatto notevole: poiché la magistratura emetteva verdetti di colpevolezza per "complicità in omicidio" solo nella maggior parte dei casi di crimini nazisti e gli imputati di solito negavano i propri "bassi motivi", erano ora soggetti a una significativa riduzione della pena variabile dai 3 ai 15 anni di carcere - il che significava che i reati erano caduti in prescrizione dal 1960, come stabilito dalla Corte federale di giustizia in una sentenza clamorosa e controversa del 20 maggio 1969. I procedimenti investigativi contro 730 cosiddetti "esecutori a tavolino" dello RSHA, che erano già in fase avanzata, si erano ormai chiusi per la prescrizione. Questa svolta, spesso definita come un "contrattempo", è oggi oggetto di molte controversie nel dibattito giuridico e storico: non è stato chiarito se si trattò davvero di un intoppo o di una manipolazione deliberata da parte degli ex nazisti, soprattutto Eduard Dreher, del Ministero Federale della Giustizia, oppure se questo periodo di prescrizione fu dovuto principalmente alla volontà politica e al posizionamento della giurisdizione stessa.

#### Indagini e processi successivi
Nel 2011, con la condanna di John Demjanjuk, ex guardia del campo di sterminio di Sobibor, i tribunali abbandonarono per la prima volta la prova concreta di un reato individuale richiesta per una condanna per complicità in omicidio; tuttavia, la sentenza non è diventata definitiva. Demjanjuk è stata la prima guardia delle SS ad essere condannata senza aver commesso un omicidio in prima persona. La sentenza contro Oskar Gröning del 2016 è stata la prima sentenza in un caso analogo a diventare giuridicamente vincolante, accolta come una "importante correzione della precedente giurisprudenza". Gröning aveva lavorato nel campo di concentramento di Auschwitz.
Nel 2017, l'Ufficio centrale per le indagini sui crimini nazionalsocialisti concluse le indagini su dieci presunti dipendenti dei campi di concentramento. Nel novembre 2017, la Procura di Dortmund mosse nuove accuse contro due ex guardie SS del campo di concentramento di Stutthof. A Francoforte sul Meno, un ex SS del campo di concentramento di Majdanek è stato accusato nell'agosto 2017 ma poiché il 97enne è stato ritenuto non idoneo a sostenere il processo a causa del suo stato di salute, non è stato processato.
La procura di Osnabrück indagò sul caso di un uomo di 94 anni che sarebbe stato coinvolto nell'omicidio di oltre 33.700 ebrei a Babij Jar nel 1941. Il procedimento è stato interrotto per mancanza di prove.
Nel 2020, la guardia SS Bruno D., 93 anni, è stata condannata ad Amburgo a una pena sospesa di due anni per concorso in omicidio in 5.232 casi e concorso in tentato omicidio nel campo di concentramento di Stutthof. A causa della sua giovane età all'epoca, il processo si è svolto davanti al tribunale dei minori. A Itzehoe, Monaco, Lubecca e Stoccarda sono stati celebrati processi contro quattro donne che avevano prestato servizio anche a Stutthof. Alla fine del 2022, un ex segretario ha ricevuto una condanna a due anni con sospensione della pena per complicità in omicidio in più di 10.000 casi davanti al tribunale distrettuale di Itzehoe.
Nel 2022, un ex guardia del campo di concentramento di Sachsenhausen, di 101 anni, è stato condannato a cinque anni di carcere per complicità in omicidio in più di 3.500 casi presso il tribunale regionale di Neuruppin. La difesa ha presentato appello, ma prima che la sentenza diventasse definitiva, l'imputato morì all'età di 102 anni.

#### I processi in cifre
Secondo i risultati di una ricerca, per quanto riguarda il perseguimento dei crimini nazisti da parte della magistratura tedesca nelle zone di occupazione occidentali e nella Repubblica Federale Tedesca (comprese Berlino Ovest e la Saarland), emergono i seguenti risultati:
le Procure hanno avviato procedimenti preliminari contro 172.294 imputati in 36.393 casi tra l'8 maggio 1945 e la fine del 2005. Dei 16.740 imputati, 6.656 sono stati condannati in via definitiva, di cui:
- 16 a morte (di cui 4 giustiziati);
- 166 all'ergastolo;
- 6.297 a pene detentive;
- 130 a multe amministrative;
- 47 esenti da pena.

L'elevato numero di imputati era in parte dovuto al fatto che le Procure accusavano formalmente interi reparti e unità della Wehrmacht i cui membri potevano essere stati coinvolti nel reato e sembrò necessario come misura precauzionale per scongiurare la minaccia della prescrizione.
La pena massima è stata inflitta in 182 casi. Nella maggior parte dei casi, gli imputati non sono stati condannati come autori dei reati di omicidio, ma sono stati riconosciuti colpevoli solo di favoreggiamento. L'azione penale si è spesso conclusa per morte o incapacità di sostenere il processo dell'imputato e in altri casi per la morte dei testimoni.

### Repubblica Democratica Tedesca
Parallelamente ai tribunali militari segreti sovietici, nella zona di occupazione sovietica si tenevano già processi nei tribunali tedeschi, in conformità con la Legge n. 10 del Consiglio di controllo e con le leggi dello Stato. I processi erano coordinati da un gruppo di lavoro sui reati nazisti nell'amministrazione della giustizia.
Nell'agosto 1947, l'amministrazione militare sovietica ordinò ai Ministeri degli Interni dei cinque Stati della Zona di occupazione sovietica di indagare su ulteriori reati nazisti e nel febbraio 1948 ordinò di concludere i processi nazisti già avviati. Nel 1949, i tribunali della Germania Est avevano condannato 8055 persone per crimini nazisti, quasi tutti avvenuti sul territorio della zona di occupazione sovietica: ad esempio nel campo di educazione al lavoro di Radeberg o nella campagna di "eutanasia" T4. 3115 imputati furono condannati per crimini di massa, 2426 per delazioni, 901 per appartenenza a organizzazioni naziste criminali e 147 per crimini giudiziari.
Nel 1950, le autorità di occupazione sovietiche chiusero gli ultimi campi di internamento della DDR e consegnarono alla magistratura della DDR più di 3.400 prigionieri e la piena autorità di perseguire i responsabili dei crimini. Gli internati dal 1945 furono condannati nello stesso anno nei cosiddetti processi di Waldheim. Furono emesse 33 condanne a morte e 24 delle quali furono eseguite. Secondo le conoscenze attuali, non tutti i condannati erano stati autori dei crimini.
Nel 1956, il numero di condannati per crimini nazisti nella DDR era sceso a zero. Negli anni Sessanta, furono mosse una serie di accuse in contumacia contro ex membri dello NSDAP che ricoprivano cariche statali e governative nella Repubblica Federale: ad esempio i casi contro Theodor Oberländer nel 1960 e Hans Globke nel 1963. In questo modo l'antifascismo di Stato fu rivolto contro la Repubblica Federale a fini propagandistici. Il processo a Horst Fischer, medico del campo di Monowitz, fece particolarmente scalpore nel 1966.
La legge sulla non prescrizione per i crimini nazisti e di guerra del 1º settembre 1964 stabiliva che le disposizioni sulla prescrizione del diritto penale generale non si applicavano alle persone che "avevano commesso, ordinato o favorito i crimini contro la pace, l'umanità o i crimini di guerra nel periodo dal 30 gennaio 1933 all'8 maggio 1945".
Nel 1968, un'importante riforma del diritto penale della DDR definì in modo esaustivo tutti i reati per crimini nazisti. Fino alla caduta del comunismo nel 1989, furono celebrati altri processi per crimini nazisti contro circa 10.000 persone, oltre alle 3.000 sentenze di Waldheim già stabilite nel 1950.
Dopo la riunificazione della Germania nel 1990, le persone condannate ingiustamente nei processi di Waldheim furono riabilitate; le condanne a morte pronunciate furono annullate e furono avviati nuovi procedimenti contro alcuni giudici della DDR per intralcio alla giustizia.

## Processi in altri paesi

### Austria
In Austria sono stati condannati 13.625 cittadini. La legislazione sui crimini di guerra e sui crimini contro l'umanità è stata ripetutamente emendata: la prima legge risale all'8 maggio 1945 ed è stata emendata per l'ultima volta nel 1992, rimasta tuttora in vigore. Il 26 giugno 1945 è stata approvata una nuova legge costituzionale sui crimini di guerra e altri crimini nazionalsocialisti, poi abrogata nel 1957.

### Belgio
Il 20 giugno 1947, il Belgio approvò una legge sulla giurisdizione dei tribunali militari per i crimini di guerra. 75 tedeschi furono processati dai tribunali militari belgi.

### Bulgaria
La Bulgaria ha condannato 11.122 cittadini, di cui 2.730 a morte. I tedeschi sospettati di aver partecipato nei crimini di guerra e nei crimini contro l'umanità sarebbero stati estradati in Unione Sovietica. Il decreto legge del 6 ottobre 1944 sulla condanna dei responsabili dell'entrata in guerra della Bulgaria contro le nazioni alleate e dei crimini ad essa associati era diretto esclusivamente contro i bulgari.

### Cecoslovacchia
Il 19 giugno 1945 fu emanato un decreto sulla punizione dei criminali nazisti, dei traditori e dei loro complici e sui tribunali popolari straordinari, poi convertito in legge il 24 gennaio 1946. Il decreto è scaduto il 31 dicembre 1948, dopodiché le norme generali del diritto penale sono state la base per ulteriori condanne.
Il numero di tedeschi condannati in Cecoslovacchia è stimato intorno al 50% dei 33.463 responsabili nazisti condannati.

### Danimarca
La revisione legale del collaborazionismo e dei crimini ad esso associati commessi da danesi e tedeschi in Danimarca iniziò nel 1946, anche se con molta esitazione. La legge danese fu approvata dal Parlamento danese nell'estate del 1945 e si applicava con effetto retroattivo dal 9 aprile 1940, primo giorno dell'occupazione tedesca della Danimarca. In base a questa legge, 14.049 persone furono condannate al carcere per aver collaborato con i tedeschi. Furono inflitte 78 condanne a morte, 46 delle quali furono eseguite. Circa 13.500 persone furono condannate per tradimento e, di queste, circa 7.500 furono condannate per aver collaborato militarmente come arruolati nel Freikorps Danmark o in altre unità militari o perché avevano partecipato a corpi di guardia o antisabotaggio tedeschi. In 2000 avevano prestato servizio nella polizia tedesca, 1100 sono stati condannati per delazione, omicidio, tortura o altri atti di violenza.
Alcuni leader del partito nazista danese furono condannati per alto tradimento, ma l'adesione al partito nazista danese in sé non era un reato penale. Tuttavia, circa 600 funzionari comunali o statali furono licenziati per aver aderito al partito. Circa 1100 persone furono condannate per collaborazione in chiave economica e furono confiscati 318 milioni di corone. Furono condannati 80 tedeschi, tra cui l'ex capo della Gestapo Karl-Heinz Hoffmann e altri otto imputati nel cosiddetto "Piccolo processo per crimini di guerra". Nelle udienze di appello, le sentenze furono ridotte e tre imputati furono addirittura assolti. Nel cosiddetto "Grande processo per crimini di guerra" del 1948 contro i funzionari del DNSDAP Werner Best (capo delle SS e "plenipotenziario del Reich in Danimarca"), Hermann von Hanneken (comandante delle truppe tedesche in Danimarca dall'autunno 1942), Günther Pancke (General der SS und Höherer SS- und Polizeiführer in Danimarca) e Otto Bovensiepen (capo della Sicherheitspolizei e del Sicherheitsdienst in Danimarca dal 1944). Di questi, solo Hanneken fu assolto in appello.

### Francia
Il 28 agosto 1944 è stato emanato un decreto sulla punizione dei crimini di guerra, integrato successivamente dalla legge del 15 settembre 1948. Il 26 dicembre 1964, la legge nº 64/1326 stabilì che i crimini contro l'umanità non sono soggetti a prescrizione.
Il numero esatto di condanne non è chiaro: in alcuni casi si citano 10.519 esecuzioni, di cui solo 850 eseguite sulla base di una sentenza del tribunale; altre fonti ipotizzano 4.783 condanne a morte (circa 2.000 eseguite) e 50.000 condanne a pene detentive. In una seconda fase, varie commissioni di épuration légale dovevano esaminare non solo il servizio di polizia per le sue azioni durante il periodo di Vichy, ma anche il collaborazionismo in generale. I criminali di guerra che avevano fatto parte delle Waffen-SS o della Wehrmacht non venivano più perseguiti se si arruolavano nella Legione straniera.

### Giappone
In Giappone, il Processo di Tokyo contro i leader militari e politici giapponesi fu modellato sul processo di Norimberga e si svolse davanti a un tribunale militare di undici giudici.

### Israele
Nel 1950, la Knesset approvò la legge contro i nazisti e i collaboratori nazisti. Sulla base di questa legge, Adolf Eichmann, ex capo del Dipartimento RSHA Referat IV B4, fu condannato a morte in un processo davanti alla Corte distrettuale di Gerusalemme nel 1961 e fu giustiziato nel 1962.

### Italia
In Italia, gli Alleati inizialmente ritennero opportuno tenere due grandi processi: uno per l'eccidio delle Fosse ardeatine in cui persero la vita 335 persone; l'altro avrebbe riguardato alcuni ufficiali responsabili dell'organizzazione delle operazioni sfociate nelle atrocità e nei massacri della popolazione civile italiana. In realtà, si rinunciò a questo secondo grande processo e si procedette soltanto nei confronti dei generali von Mackensen e Mälzer per la strage delle Fosse Ardeatine e a celebrare singolarmente pochi processi contro alcuni criminali di guerra tedeschi (contro i generali Willy Tensfeld, Edward Peter Crasemann e Max Simon).
A partire dal 1948 i diversi Tribunali militari italiani celebrarono altri processi per complessive 13 sentenze: in questi processi furono presi in considerazione gli eventi legati alle stragi più importanti avvenute sul territorio italiano.

### Jugoslavia e Albania
La Jugoslavia e l'Albania non hanno pubblicato statistiche sui procedimenti penali. 19 generali tedeschi furono giustiziati in Jugoslavia ancor prima del processo di Norimberga contro i generali dell'Europa sudorientale. Già nel 1946, l'estradizione di sospetti criminali di guerra è stata severamente limitata dagli alleati occidentali per le preoccupazioni emerse circa la possibilità di tenere un processo equo.

### Lussemburgo
La magistratura lussemburghese aprì procedimenti giudiziari contro 162 tedeschi del Reich, con 44 condanne a morte, 15 assoluzioni e 103 archiviazioni. L'ex capo della regione lussemburghese CdZ, Gustav Simon, evitò il processo suicidandosi nel 1945. Il suo vice Heinrich Christian Siekmeier fu condannato a sette anni di carcere. I tribunali lussemburghesi hanno emesso sentenze per 5.242 casi di collaborazionismo, tra cui 12 condanne a morte contro l'ex presidente della Volksdeutsche Bewegung Damian Kratzenberg, tra gli altri.

### Norvegia
Subito dopo la guerra, furono aperti i procedimenti contro 92.805 norvegesi, principalmente per tradimento. 46.085 persone furono punite, di cui 28.919 con multe e interdizione dagli uffici, 17.136 con la reclusione. 30 persone furono condannate a morte con 25 condanne a morte eseguite. Secondo un elenco del Ministero norvegese della Giustizia e della Polizia, le pene in:
- 1.971 casi di detenzione di cariche nell'amministrazione norvegese;
- 7.146 casi di attività in organizzazioni e filiali del partito fascista norvegese Nasjonal Samling (NS);
- 2.784 casi di propaganda per il NS o per la partecipazione alla guerra da parte tedesca;
- 9.649 casi di appartenenza all'Hird, la SA del NS, e ai distaccamenti armati dell'Hird, alle SS germaniche e a organizzazioni simili;
- 4.816 casi di partecipazione alla guerra da parte tedesca, anche come infermiere della Croce Rossa tedesca;
- 1.295 casi di appartenenza alla Sicherheitspolizei e alla polizia di stato e di frontiera norvegese;
- 1.043 casi di coinvolgimento in atti di omicidio e violenza;
- 4.765 casi di informazioni e spionaggio per la Sicherheitspolizei;
- 290 casi di spionaggio e attività di difesa per la potenza occupante;
- 3.208 casi di "tradimento economico";
- 5.014 casi di attività in uffici, aziende e istituzioni tedesche;
- 40.072 casi di affiliazione alla NS e alle sue organizzazioni affiliate;
- 1.907 casi di tradimento in altre forme o reati penali.

Inoltre, 80 tedeschi sono stati condannati in Norvegia.

### Paesi Bassi
Nei Paesi Bassi, 35.615 persone furono condannate per aver collaborato con i tedeschi. Delle circa 200 condanne a morte pronunciate, 38 furono eseguite. 204 condanne furono emesse anche contro tedeschi.

### Polonia

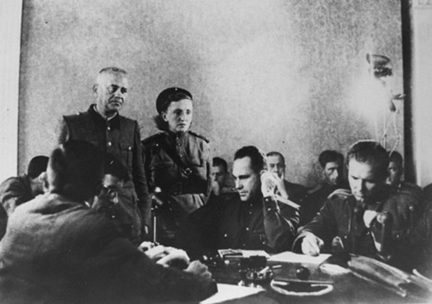
L'imputato Anton Thernes al processo di Majdanek, Lublino 1944

In Polonia, furono condannati in totale 5.385 tedeschi e austriaci per crimini nazionalsocialisti. Più di uno su tre degli autori di crimini nazisti tedeschi condannati in Polonia furono trasferiti dalle quattro potenze occupanti, principalmente dalla zona di occupazione americana.
I crimini di guerra e i crimini contro l'umanità erano reati penali in Polonia in conformità con il "Decreto del 31 agosto 1944 sulla condanna dei criminali fascisti-nazisti colpevoli di omicidio e maltrattamenti della popolazione civile e dei prigionieri di guerra, e dei traditori del popolo polacco", emendato e integrato il 22 gennaio e il 28 giugno 1946 e il 3 aprile 1948.

### Regno Unito
I primi tribunali militari britannici si basarono su un mandato reale del 14 gennaio 1945.

### Ungheria
Dal 1945, l'Ungheria ha condannato oltre 19.000 delle 40.000 persone accusate di essere criminali e collaborazionisti nazisti sulla base del Decreto nº 81/45, sui crimini di guerra e sui reati contro la popolazione. Sono state inflitte 380 condanne a morte. Non si sa quanti dei condannati fossero tedeschi o austriaci.
Il governo provvisorio ungherese iniziò a perseguire i responsabili dei crimini nazisti già nel dicembre 1944 e istituì i tribunali speciali - noti come "Tribunali del Popolo" - per i loro processi immediatamente dopo la fine della guerra. I processi furono accelerati dopo l'ascesa al potere del Partito Comunista Ungherese. Alla fine del 1946, i tribunali speciali avevano condannato la maggior parte dei politici ungheresi per aver collaborato con il Reich tedesco o per aver preparato questa collaborazione.
Esemplare per i procedimenti ungheresi fu il processo contro László Bárdossy, che come Primo Ministro dell'Ungheria nel 1941-1942 aveva spinto verso la dichiarazione di guerra all'Unione Sovietica. Fu giudicato colpevole di violazione della Costituzione e di coinvolgimento nell'omicidio degli ebrei a Kamenez-Podolsk e Novi Sad e fu giustiziato per impiccagione il 10 gennaio 1946.
Le condanne a morte di Márton Zöldy e József Grassy, coinvolti nel massacro di Novi Sad, furono annullate dalla corte d'appello. In seguito all'estradizione in Jugoslavia, sul cui territorio era avvenuto il massacro, furono nuovamente condannati a morte e giustiziati.
Anche il predecessore di Bardossy, Béla Imrédy, fu giustiziato il 1º marzo 1946: come Primo Ministro ungherese dal 1938 al 1939, aveva preparato due leggi antiebraiche e aveva firmato la seconda. Fu riabilitato dopo il 1989.
Anche la maggior parte dei membri dei gabinetti di Döme Sztójay e Ferenc Szálasi furono giustiziati nel marzo/aprile 1946, tra cui Andor Jaross, ex ministro degli Interni, e due dei suoi segretari di Stato come responsabili delle deportazioni degli ebrei ungheresi. Anche Emil Kovacs, leader della Croce Frecciata, Peter Hain, capo della Gestapo ungherese e agente tedesco, e László Ferenczy della gendarmeria furono giustiziati per il loro coinvolgimento. Nel 1967 furono incriminati altri membri della Croce Frecciata: 16 di loro furono condannati ai lavori forzati, Vilmos Kroszl, Lajos Németh e Alajos Sándor furono giustiziati.

### Unione Sovietica
In Unione Sovietica, la base giuridica per il perseguimento degli autori di reati nazisti era stata realizzata fin dal 1941 e annunciata nelle molte cosiddette note Molotov. Il 2 novembre 1942 fu fondata a questo scopo la "Commissione statale straordinaria per indagare sui crimini degli occupanti tedesco-fascisti". Essa rimase in funzione fino al 1948. L'Unione Sovietica non aderì alla Commissione per i crimini di guerra delle Nazioni Unite.
Nell'URSS, i processi furono condotti in conformità con il diritto penale militare delle singole repubbliche. Il decreto sui crimini di guerra del 19 aprile 1943 definì più precisamente le pene. Nel luglio 1943, il processo per crimini di guerra di Krasnodar fu il primo processo nazista mai tenuto su questa base: questo processo contro gli aiutanti sovietici del Sonderkommando 10a rese noto a livello internazionale l'uso dei gaswagen per le uccisioni di massa. A questo seguì, nel dicembre 1943, il processo per crimini di guerra di Charkiv contro tre imputati tedeschi e uno sovietico. Quasi tutti gli imputati di entrambi i processi, che furono accompagnati dalla propaganda, furono condannati a morte.
Fino al 1950, seguirono un numero imprecisato di processi contro cittadini locali accusati di collaborazionismo, prigionieri di guerra tedeschi e presunti criminali nazisti estradati dalle potenze occidentali. Il Commissariato del popolo per la sicurezza dello Stato (NKGB), poi dal 1946 lo MGB, conduceva le indagini segrete, mentre i processi si svolgevano davanti ai tribunali dello NKVD o dello MVD.
Alla fine del 1945 iniziò una serie di processi contro alti dirigenti delle SS e della Wehrmacht, anche a Minsk e a Riga. Questa serie continuò fino al 1948. Dal 1949, seguirono molti processi sommari, soprattutto contro prigionieri di guerra tedeschi, bassi ranghi nazisti e sospetti collaboratori. Questi ultimi furono spesso condannati per tradimento e "controrivoluzione" senza un regolare processo e senza garanzie di appello, di solito a 25 anni di lavori forzati dopo la temporanea abolizione della pena di morte.